# Thaicom
Thaicom är en serie av kommunikationssatelliter som drivs från Thailand. Företaget Thaicom Public Company Limited äger och driver Thaicoms satellitflotta och andra telekommunikationsföretag i Thailand och i hela Asien-Stillahavsområdet. Satellitprojekten namngavs Thaicom av kungen av Thailand, Bhumibol Adulyadej, som en symbol för kopplingen mellan Thailand och modern kommunikationsteknik.